# ベルトルト・フォン・ラインフェルデン
ベルトルト・フォン・ラインフェルデン（ドイツ語：Berthold von Rheinfelden, 1060年ごろ - 1090年5月18日）またはベルトルト1世（Berthold I.）は、シュヴァーベン公（在位：1079年 - 1090年）。

## 生涯
シュヴァーベン公およびハインリヒ4世の対立王であったルドルフ・フォン・ラインフェルデンの長男である。母親については不明で、ルドルフの最初の妃マティルデ（ハインリヒ4世の姉）とする説、2番目の妃アデライデ・ディ・サヴォイアとする説（その場合ベルトルトの生年は1062年以降となる）、またはそれ以外の不明の妃とする説がある。
ルドルフの2番目の妃アデライデが1079年に死去した後、ルドルフはザクセンから動けなくなり、シュヴァーベンの同盟者とのつながりが絶たれてしまったため、ルドルフは新たに南ドイツを監視する人物が必要となった。そのため、ルドルフは息子ベルトルトをシュヴァーベン公とした。しかし、皇帝ハインリヒ4世は自身の戦略上有利な場所に領地を持つフリードリヒ1世・フォン・ビューレンをシュヴァーベン公に任じた。
ハインリヒ4世との内戦によって、シュヴァーベンは混乱に陥った。1084年、ベルトルトはハインリヒ4世の支持者によって包囲され、最終的に義弟ベルトルト2世とヴェルフ4世に戦いを委ねた。ベルトルトは1090年に嗣子なく死去し、ザンクト・ブラジエン修道院に埋葬された。ベルトルトの妹アグネスと結婚したベルトルト2世がシュヴァーベン公位を継承した。